# Castledermoti nagykeresztek
Az írországi Castledermot település az N.9-es számú főútvonalon található, rendezett, kellemesen fásított település. A középkori nagykereszteket őrző monostorterületen kívül a későbbiekben egy másik kolostort is létesítettek itt, amelyet a cromwelli időkben szüntettek meg. Ez ma úgyszintén romterület.

## A castledermoti St. James monostortemplom
Ennek a monostornak az alapítását Szt. Diamand kezdte el, 812-ben. A vikingek a 9. században kétszer is kifosztották, majd 1106-ban felégették. Ezen a régészeti helyszínen nagyrészt ennek a monostornak a maradványai tekinthetők meg.
Az emlékhelyet már a főuton irányítótábla jelzi, a neki helyt adó temetőkert folyamatosan használatban van.

## Régészeti emlékek

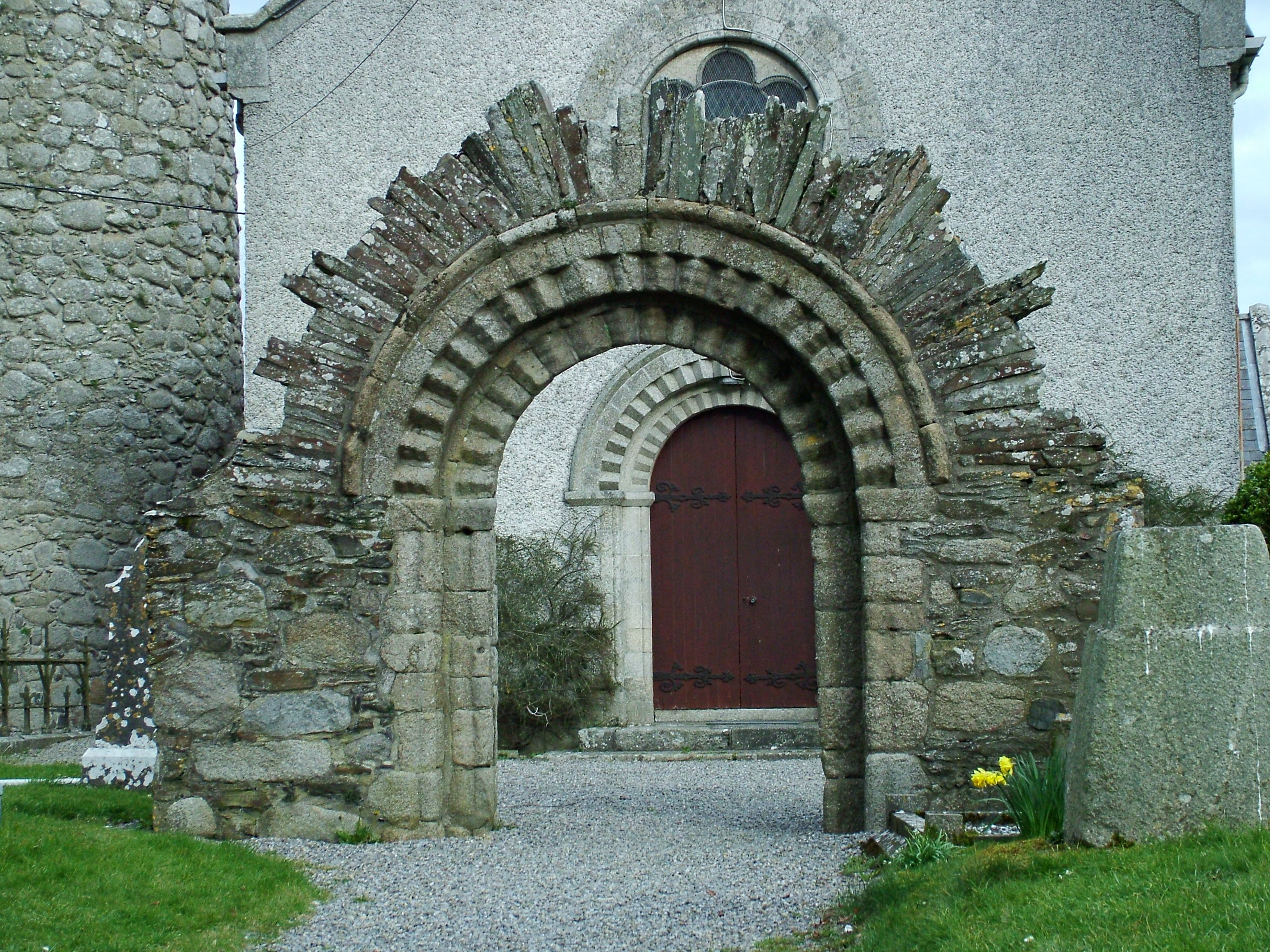
Castledermot: a temetőkert bejárati kapuja

A területet sajátságos küszöbnyíláson átlépve közelítjük meg. Már belépés előtt szemünk elé tárul az ősi templom bejárati boltíve, szinte egy pillantással áttekinthető a térség. A hely szabadon látogatható. A látnivalókat idegenforgalmi tábla mutatja be.

### Román stílusú bejárati kapuzat
A rekonstruált kapuzat a hajdani St. James templom romanizáló stílusban épített főbejárata volt. A kapuboltozatot a hajdani templomban levő eredeti helyére állították fel, és erre az emlékhely magyarázó táblája is utal. A rekonstruált kapuzat a hajdani templomból megmaradt (visszaállított) építészeti részletként mutatja be a korabeli építészeti törekvést, vagyis az  erőteljes, némiképp vaskos építészeti megjelenítést, amelyet a mindenképpen markáns béllet-tagozatok képeznek az ezzel történő térbeli plaszticitást. 
A kapubéllet tagozatainak cikk-cakk motívuma fény-árnyékhatásával kedvezően oldja a kőépítészet nehézkességét. A rekonstruált kapurészlet elhelyezése szerencsés, jól illeszkedik a temető- és templomegyütteshez. Ezzel ellentétben meglehetősen frivol hatást kelt a rekonstrukció során készített, kapuívet körülvevő moderneskedő kőgallér egészen eltérő architektúrája.

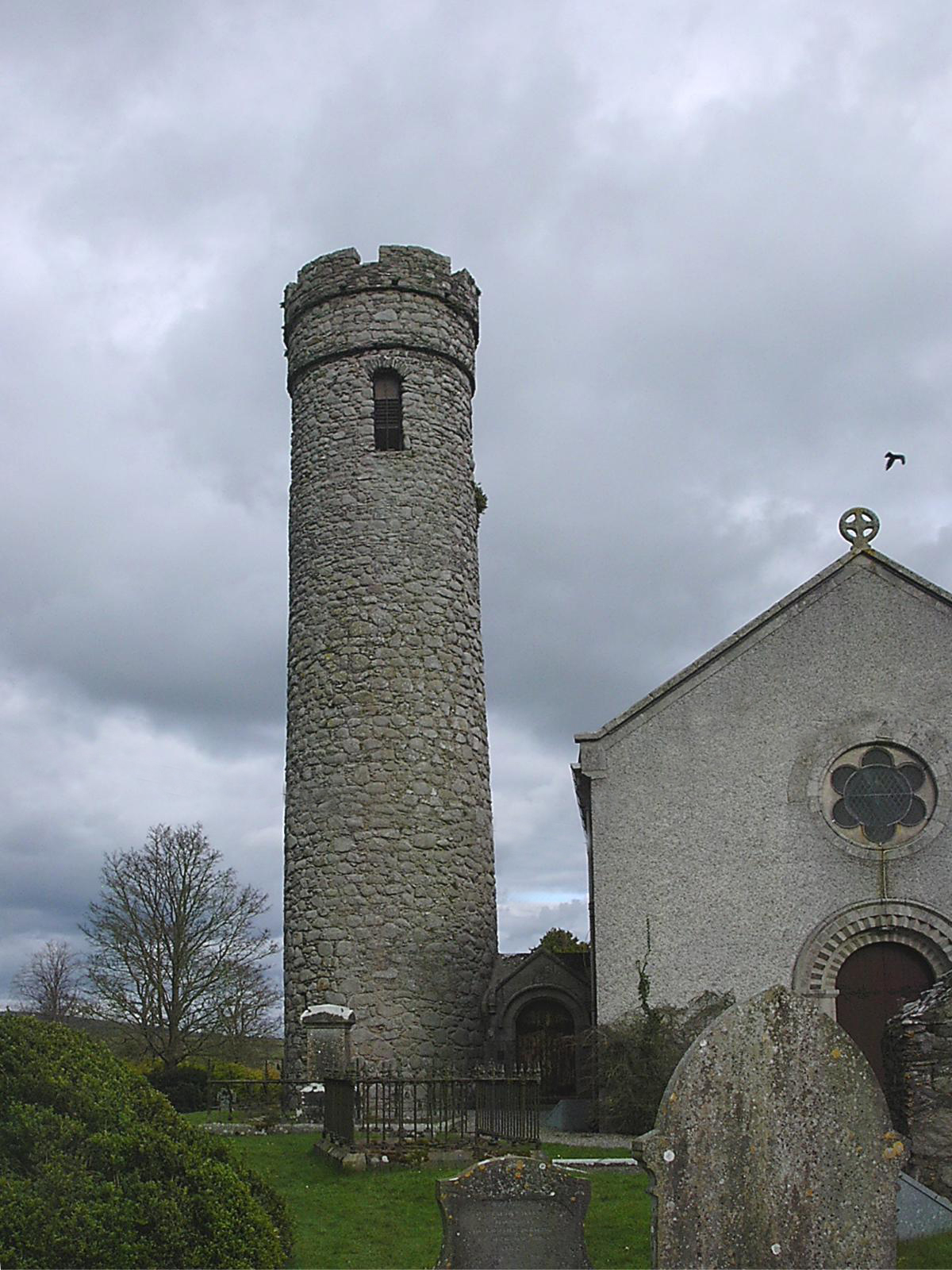
Kerektorony

### Kerek-torony
Hagyományosan a templom-épület nyugati oldalfelén áll. Ez az a torony, amely Írországban a hasonlók közt a legszebb és legjobb állapotban maradt fenn. Valóban annak idején is biztonságosnak bizonyult. A torony eredeti lefedése ma hiányzik, mert a történelem során valamelyik csatározás alkalmával megsemmisülhetett. Jelenlegi vízszintes-lőréses lefedését a rekonstrukció során kapta. Építőanyaga zömében gránitkő, de néhány helyen - díszítő célzattal - mészkövet is használtak, amely részek azonban nem bírták a külső támadások rongálásait. Továbbá a toronynak még külön két megmaradt köve is található a helyszínen: egyik a második szinten, a másik pedig a bejáratnál. A műemlék-együttest összefogó fénykép tanúsága szerint a torony nem túl magas, vertikális tömege kiegyensúlyozott, nyugodt kompozíciót eredményezett. Szerencsésen sikerült rekonstrukció látható a hajdani templom visszaállított tér-részletén. Diszkréten síkban tartott, de a román építészet szellemére és alakító-díszítő gyakorlatára utaló részletei visszafogottak (kapubéllet, rózsa-ablak imitáció).
1.

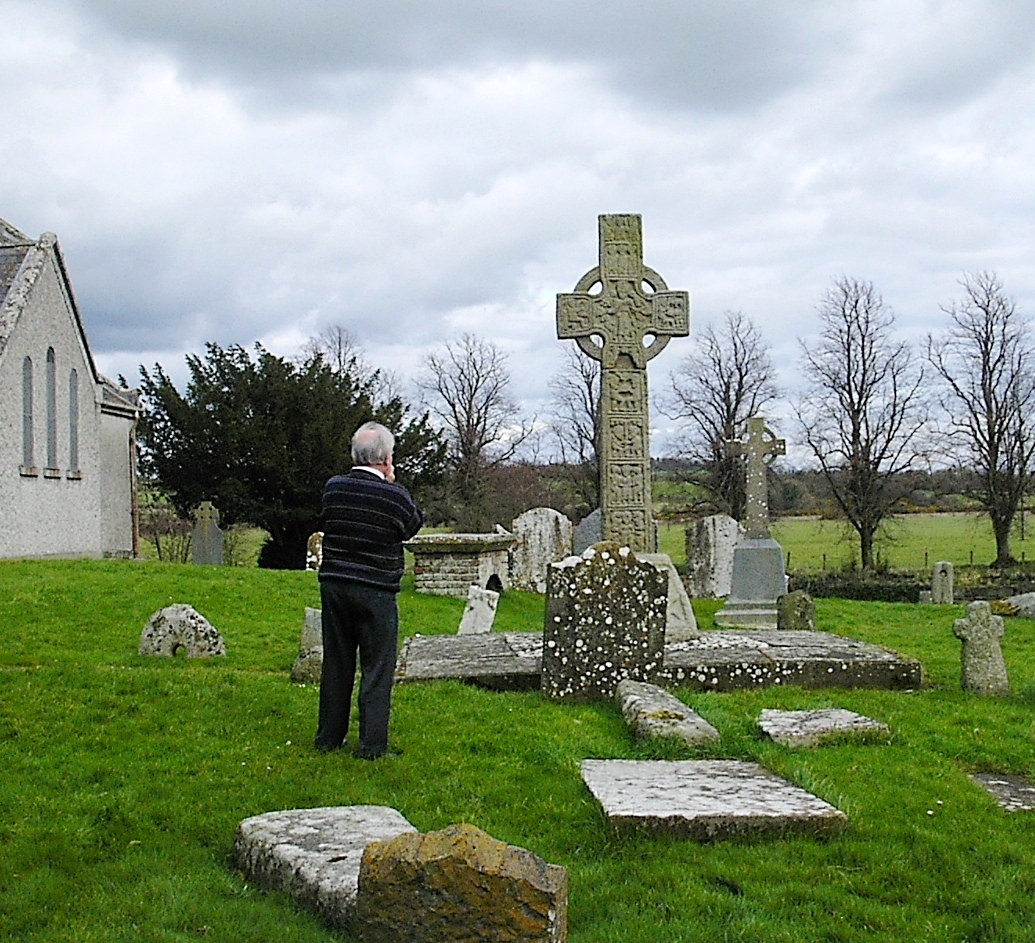

A temetőkertben két 9. századi nagykereszt található. A nagykeresztek figurális díszítésűek, elvont díszítőelemek az 1. sz kereszt teljes keleti oldalán, ezen kívül csak kisebb, alárendelt jelentőségű helyeken láthatók. A figurális ábraanyag megszokott tartalmú, bibliai ihletettségű:  a holló kenyeret visz a sivatagba Szent Antalnak és Szent Pálnak, a keresztre-feszítés jelenete, a csodálatos kenyér(és hal-)szaporítás, Dániel az oroszlánnal, Ádám és Éva története, Izsák feláldozása. Tulajdonképpen mindkét kereszt díszítése ugyanezen ábraelemekből áll.

### 1. sz. (déli) kereszt

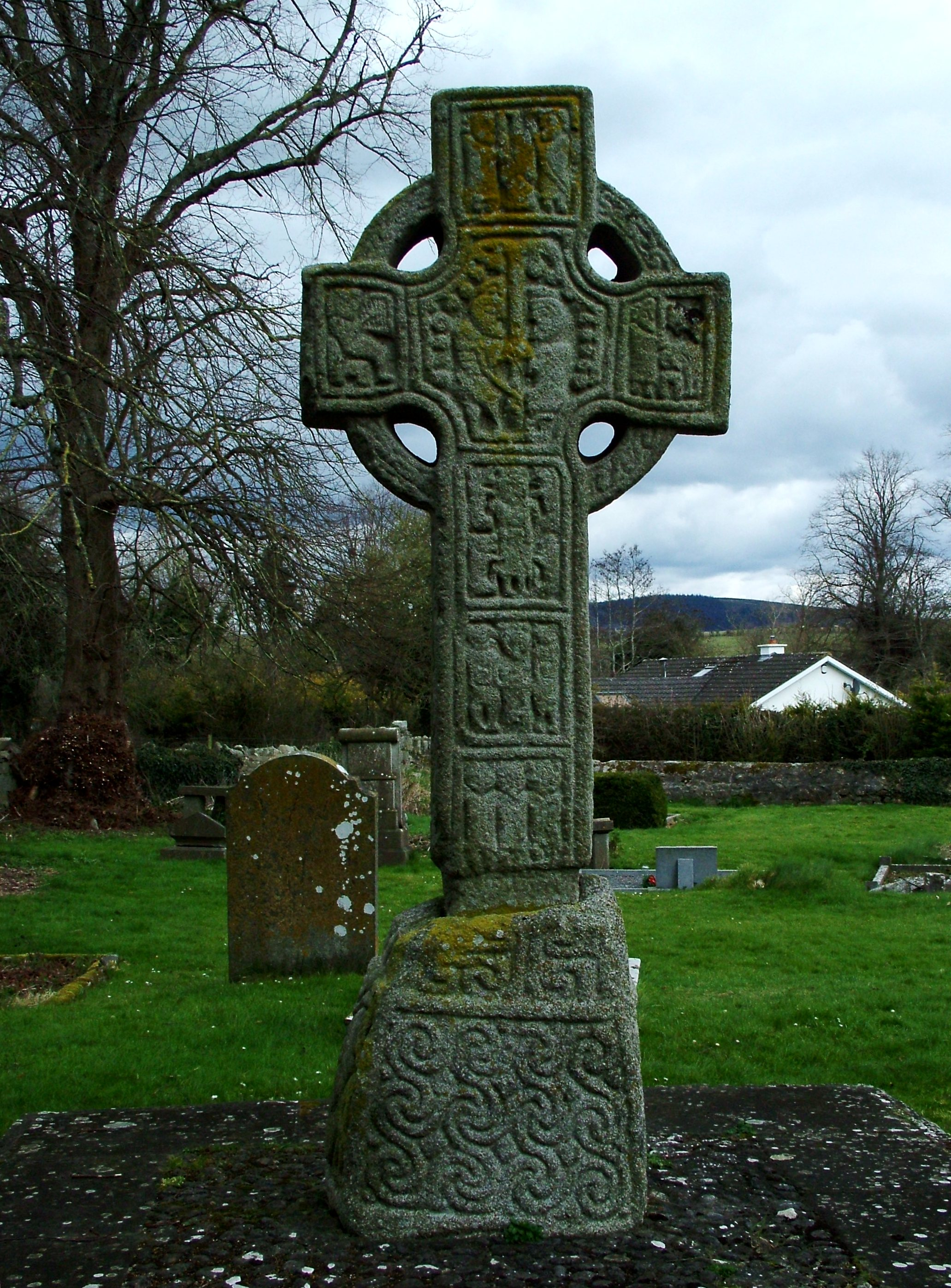

A temetőkert déli részén elhelyezkedő - ezen jellemzés alkalmával 1. számozású - nagykereszt szerkezetében a csökkentett elemszámúakhoz tartozik, ugyanis a kereszt valós sisakkal (kősapkával) nem rendelkezik. Ezt pótolandó, a kereszt hosszanti szárát egy képmezőnyit megnyújtották. A  fő rész két darabból áll: a kör-elemmel kialakított középső fő része kőcsapolással ül a függőleges pilléren. A kőcsapot befoglaló horony kicsorbult, aminek következtében e részen a felületi ábrája sérült. A kőkereszt bázisa (alapköve) figurális díszítésű, az ábrázolt  háziállatok és pásztorok képei talán Jézust, mint Jó Pásztort szimbolizálhatják. Az összesen három részből álló nagykereszt felépítményi része sötét gránit, míg az alsó báziseleme fehéres mészkő anyagú. A kereszt főfelületeit teljesen kitöltik a díszítő relief motívumok. A nyugati oldal figurális esemény-ábrázolásai önálló kazettákba (kartusokba) rendezettek. Szimbolikus vonalmintás díszítőmotívum a teljes keleti oldalon és a kör-elem felületén található. A relief-faragványok még ma is jól értelmezhetők, jó állagúak és szépen, gömbölydeden faragottak. A kereszten, vagy bázisán évszámra, vagy a felállítás céljára, körülményére vonatkozó utalás nincs.2.) , 3.)

### 2. sz. (északnyugati) kereszt
A templomépülettől északnyugatra álló kereszt az előzővel azonos méretű, kissé zömökebb. Szerkezeti típusa attól elüt, mivel összesen csak két elemből, nevezetesen a körbefogott kereszt és pillére egyesített eleméből, valamint az alaptestből (báziselemből) áll. Ez utóbbi ugyanazon kőanyagból faragott. A kompozíció kőanyaga az előző kereszténél szemcsésebb, valamilyen üledékes kőzetfajta. Ebből adódóan felületi mintázatai durvábbnak, időjárástól megviseltebbnek tűnnek. A kereszt-díszítés főoldala a nyugati. Ennek állapota lényegesen jobb a keletinél, amely időjárásviseltebb, helyenként kipergett, a finom részletek elmosódottak. Mindezen körülmények ellenére stílusa kiforrott, képmezőkbe tömörített reliefkompozíciói letisztultak, az egész megjelenése kissé vaskos (a monasterboicei Muiredach-keresztnél azonban kecsesebb). A báziskő felülete díszített (függőleges "futókutya"(meander-)-motívumokkal. A kereszten, vagy bázisán évszámra, vagy a felállítás céljára, körülményére vonatkozó utalás nincs. 4.)

### Fekvőkő (hog-back)
Egyedül Castledermotban található két - skandináv típusú ábrákat tartalmazó - fekvőkő, amilyenek Írországban sehol másutt nem fordulnak elő. 
A Castledermotban gondosan kialakított és ápolt bemutató helyszínen található archeológiai irányító tábla – a szükséges eligazító feladaton kívül – rajzosan mutatja be azt is, hogy a nagykereszteket felállításuk, majd használatuk során – keresztény szertartás(ok) alkalmával miként használták, illetve tisztelték, miként illesztették a keresztény vallási ritusok (prosecciók, körbejárások, stb.) rendjébe. Ez az ábra segítséget nyújt annak megértéséhez, hogy az ír kora keresztény időszakban milyen nagy jelentőséggel és tisztelettel bírtak, s a felállíttató személyre, vagy közösségre emlékeztető memento-szerepük mellett részt vehettek a mindennapi szakrális életben is. Esetleg - bibliai tartalmú díszítőmotívumaik révén - egyúttal vallási tanító/nevelő funkciót is szolgálhattak.

## Felhasznált források és irodalom
- Sean Dufy (szerk.): ATLAS of IRISH HISTORY (2.ed.) - G. Macmillan 2000. ISBN 978-0-7171-3093-1
- Peter Zöller: IRLANDS ERBE - G. Macmillan, 2001. ISBN 0-7171-3208-0
- Nathaniel Harris: HERITAGE of IRELAND – Bounty Books, 2006. ISBN 0-7537-0556-7
- Kevin Eyres: THE SECRETS of IRELAND – Star Fire Books, 2006. ISBN 1-84451-466-8
- L. Gerard – S.T. Perry: Írország (Utikönyv) Panemex-Grafo 2006. ISBN 963-949-154-3
- J-P. Mohen: Standing Stones (3. kiad.) - Thames & Hudson, 2004. ISBN 0-500-30090-9
- Christiane Eulére: The Celts First Masters of Europe (4. kiad.) - Thames & Hudson, 2004. ISBN 0-500-30034-8
- J-B. Duroselle: Európa népeinek története – Officina Nova, 1990. (ISBN ?)
- (Städten des Kullturerbes in Ireland 2007. (szórólap) ( www.heritageireland.ie )
- Lloyd és Jennifer Laing: Kelta művészet - Glória K. ISBN 963-9283-96-7